# Шелохонов Петро Іларіонович
Петро́ Іларіо́нович Шелохо́нов (пол. Piotr Iłłarionowicz Szełochonow, біл. Пятро Ларывонавіч Шэлахонаў, рос. Пётр Илларио́нович Шелохо́нов; *15 серпня 1929, Гайдуки, Поставський повіт, Віленське воєводство, Польща — †15 вересня 1999, Санкт-Петербург, Росія) — радянський і російський актор театру і кіно польсько-українського походження. Заслужений артист РРФСР.

## Біографія
Петро Шелохонов народився у 1929, на території Польщі, в родині українського лікаря. Його предки походили з Польщі, України та Балтійських країн. Під час Другої світової війни знаходився в окупації у Західної Білорусі, отримав поранення в обличчя.
У 1949—1954 рр. служив в армії та флоті, на корабельні Балтійського флоту у м. Лієпая в Латвії. З 1949 по 1954 рік брав участь у виставах трупи Театру Балтійського флоту в Латвії. Був покараний за прослуховування іноземних радіостанцій і за розповіді політичних анекдотів. Йому заборонили працювати і вчитися в Ленінграді, і йому довелося почати нове життя в Сибіру. З 1957 по 1962 рік проживав в Сибіру. У 1960 року закінчив театральне училище Іркутського драматичного театру. З 1957 по 1962 рік працював в Іркутському драматичному театрі. Брав участь у виставах „Іркутська історія“, „Гамлет“, „Золотий хлопчик“, „Океан“ та ін.
У 1962—1968 рр. працював в Таганрозькому драматичному театрі імені А. П. Чехова, де виконував головні ролі в багатьох виставах за чеховськими п'єсами („Платонов“, „Чайка“, „Три сестри“, „Дядя Ваня“). Особливо успішною була роль Іванова в однойменній виставі, виступ молодого актора отримав високу оцінку театральної критики.
У 1967 році Петро Шелохонов дебютував на телебаченні СРСР в провідної ролі в якості Невідомого Солдата в телевізійному фільмі „Кроки в Сонце“, прем'єра якого відбулася на центральному телебаченні у Москві.
У 1968 році Петро Шелохонов дебютував на великому екрані в кримінальній драмі «Прихований ворог» який був знятий на кіностудії «Ленфільм» у Ленінграді.  У тому фільмі режисер Розанцев і сценарист Ромов ризикнули, показавши реальну ситуацію в СРСР. Петро Шелохонов грав красивого шпигуна, який таємно вбиває людей і проникає в радянські війська, одягнувши форму капітана. Реліз кінофільму у 1969 році збігся з замахом на Леоніда Брежнєва: озброєна людина Віктор Ільїн, який проник в Московський Кремлі носив радянську форму поліції вчинив замах на Леоніда Брежнєва. Щоб уникнути цензуру, режисер та сценарист змінили назву фільму на "Амністії не підлягає", але це не врятувало від лиха.
Міністр внутрішніх справ СРСР Щолоков написав гнівне нарікання у Центральний Комітет Комуністичної партії Радянського Союзу вимагаючи, щоб даний "антирадянський" кінофільм "Амністії не підлягає" був заборонений. Фільм одразу був заборонений і кінонегативи вилучено та знищено. Петро Шелохонов був цензурований. Потім сценарій фільму був повністю змінений і перетворений на інший сюжет для створення іншого фільму, який вийшов у 1970 року під назвою "Розв'язка". В цьому фільмі шпигуна знову грав Петро Шелохонов, але повинен носити білу сорочку замість радянській формі поліції, за наказам Радянського КДБ.
|  | Согласно поручению заместителя заведующего отделом культуры ЦК КПСС тов. Черноуцана И. С. от 26 июня с. г., Комитет по кинематографии рассмотрел письмо министра внутренних дел СССР тов. Щелокова Н. А. о фильме "Амнистии не подлежит" (производства киностудии "Ленфильм"). Принято решение фильм не тиражировать, все исходные материалы вернуть на студию. Директору киностудии тов. Киселеву И. Н. дано указание внести предложения о переделке кинокартины с учетом высказанных в письме тов. Щелокова Н. А. замечаний. (Записка голови Комітету у справах кінематографії при Раді міністрів СРСР Олексія Романова, направлена до ЦК КПРС 3 липня 1969 року.) |

Петро Шелохонов, цензурований радянською владою, зазнав важкого життя. Однак його талант був уже визнаний, і він продовжував працювати на сцені та кіно. З 1968 року Петро Шелохонов працював у театрах Ленінграда-Петербурга. У 1968 року перейшов в трупу Ленінградського Театру Ленком під керівництвом Андрія Тутишкіна. Вступив у Ленінградське відділення Всесоюзного театрального товариства і Спілки театральних діячів СРСР. У 1973 року перейшов в трупу Театру імені В. Ф. Коміссаржевської. Брав участь у виставах „Чайка“, „В ніч місячного затемнення“, „Смерть Іоанна Грозного“, „Цар Федір Іоаннович“, „Цар Борис“, „Прохідний бал“, „Викликаються свідки“, „Гніздо глухаря“, „Тема з варіаціями“, „Продавець дощу“, „Дипломат“, „Вбивство Гонзаго“, „Босоніж по парку“, „Антикваріат“.
У 1982 року перейшов в трупу Ленінградського Театру ім. Ленсовету під керівництвом Ігора Володимирова. Брав участь у виставах „Земля обітована“, „Рояль у відкритому морі“, „Минулого літа у Чулимську“, „Поспішайте робити добро“, „Круглий стіл під абажуром“, „П'ятий десяток“, виконав головну роль у виставі „Фотофініш“ (автор п'єси і режисер Пітер Устінов).
Знімався у кінофільмах „Прихований ворог“, „Розв'язка“, „Захід у відповідь“, „Даурія“, „Приборкання вогню“, „Суперниці“, „Хліб — іменник“, „Мій найкращий друг — генерал Василь, син Йосипа“ де гідно виступав, не поступаючись вже відомим артистам.
У 1993 року став художнім керівником американської постанови „Ізабела“ про врятування в'язнів нацистського концтабору Аушвиц (Освенцим). Прем'єра в Петербурзі відбулася 5 травня 1993 року, була визнана більшим досягненням, були американський продюсер Джоел Шпигелман, письменник Ірвін Лейтнер і сама Ізабела.
У 1997 року на широкий екран вийшов англо-американський фільм з його участю Анна Кареніна, екранізація роману Льва Толстого, продюсер Мел Гібсон, де Петро Шелохонов знімався з відомою актрисою Софі Марсо., , , 

## Визнання та нагороди

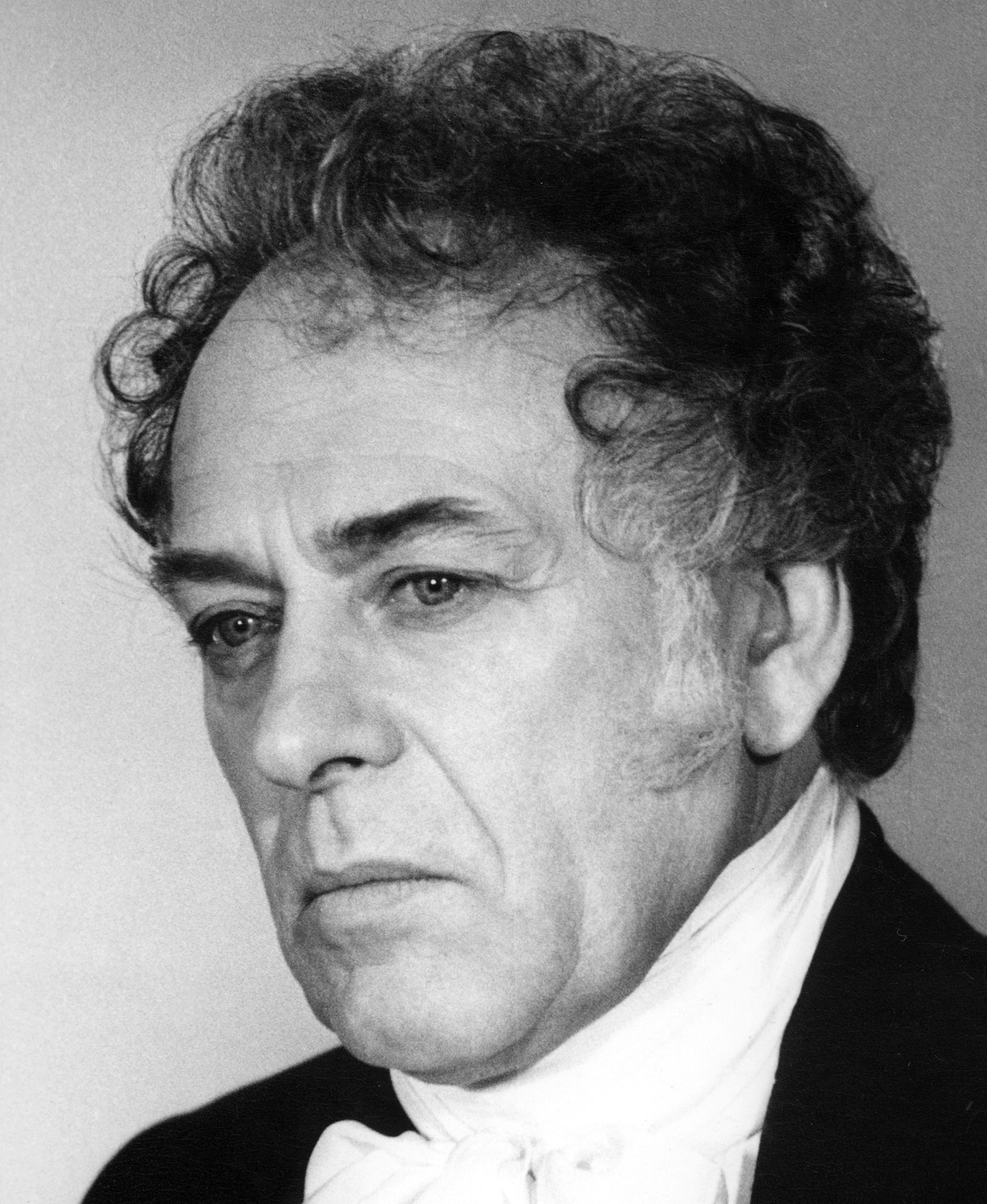
Петро Шелохонов у ролі графа Вільгорського в угорському телефільмі „Liszt Ferenc“ (1982)

- 1952 — Почесна грамота Верховної Ради Латвійської Республіки „За внесок у розвиток Театру“
- 1979 — Почесна звання Заслужений артист РРФСР.
- 1989 — Медаль «Ветеран праці»
- 2009 — До 80-річчя Петра Шелохонова видано книгу: Краско И. Мой друг Петр Шелохонов / Иван Краско. — СПб: SOLO Publishing, 2009. — 128 с. — (рос.) — ISBN 978-5-904666-09-5

## Фільмографія
- 1967 — Кроки в Сонце — Невідомий солдат
- 1968 — Три роки — Олексій Лаптєв
- 1968 — Прихований ворог — шпигун, офіцер радянської міліції
- 1969 — Рокіровка в довший бік — Вчений
- 1969 — Розв'язка — шпигун, директор кінотеатру Володимир Сотніков
- 1970 — А зорі тут тихі — Васков
- 1970 — Ференц Ліст — Глінка
- 1970 — Любов Ярова — Мазухін
- 1971 — Даурія — Козак Север'ян Улибін
- 1971 — Холодно — гаряче — Письменник Подорожній
- 1971 — Ніч на 14-й паралелі — Редактор
- 1971 — Жартуєте? — Голова колгоспу
- 1972 — Приборкання вогню — Конструктор ракетних двигунів Карелін
- 1972 — Така довга, довга дорога... — Офіцер
- 1973 — Гросмейстер — Вітчим гросмейстера
- 1973 — Упізнання — Полковник
- 1974 — Відповідна міра — Директор заводу Сергій Іванович Пересада
- 1975 — Здобудеш у бою — Голова Сергєєв
- 1976 — Мене це не стосується — Полковник Панкратов
- 1976 — Довіра — Депутат Петровський
- 1976 — Віталій Біанкі — Оповідач-ведучий
- 1977 — Перші радості — Професор Дорогомілов
- 1978 — Три ненасні дні — Слідчий
- 1978 — Повернення на круги своя — Доктор психіатр
- 1978 — Усе вирішує мить — Матвеєв
- 1979 — Незвичайне літо — Професор Дорогомілов
- 1979 — Подорож в інше місто — Федір Іларіонович
- 1980 — Життя і пригоди чотирьох друзів — Єгер, Хазяїн
- 1980 — Пізні побачення — Батько Олени
- 1980 — Синдикат-2  — Агент Фомічов
- 1981 — Це було за Нарвською заставою — Григорій
- 1981 — Двадцяте грудня — Експерт Зарудний
- 1981 — Правда лейтенанта Климова — Старший мічман Червоненко
- 1981 — Дівчина і Гранд — Начальник Спорткомітету
- 1982 — Стратити немає можливості — Патріарх
- 1982 — Митниця — Начальник митниці
- 1982 — Голос — Леонід Борисович, директор фільму
- 1982 — Ференц Ліст (серіал, Угорське ТБ)  — Граф Вільгорський
- 1983 — Магістраль — Гадалов
- 1983 — Місце дії — Рябов, мер міста
- 1984 — Заповіт професора Доуеля — епізод (в титрах не вказаний)
- 1984 — Дві версії одного зіткнення — Дипломат Гордін
- 1985 — Софія Ковалевська — Академік Сеченов
- 1985 — Суперниці — Старший тренер Семенич
- 1985 — Контракт століття — Міністр
- 1986 — Остання дорога — Доктор Стефанович
- 1986 — Червона стріла — Інженер Юсов
- 1987 — Середовище проживання — Директор музею Віталій Іванович
- 1987 — Моонзунд — Капітан Ондрієв
- 1988 — Хліб — іменник — Коваль Акім Акімов
- 1991 — Мій найкращий друг — генерал Василь, син Йосипа — Полковник Савіних
- 1997 — Пасажирка — Пасажир
- 1997 — Анна Кареніна — Капітонич, дворецький Кареніних

## Вистави
- 1993 — I. Лейтнер «Ізабела» (Художніі керівник постанови П. Шелохонов) — Санкт-Петербурзький театр імені Віри Коміссаржевської
- 1993 — Н. Саймон «Босоніж по парку» (1993) — Віктор Веласко, Санкт-Петербурзький театр імені Віри Коміссаржевської
- 1993 — А. Пукема[fi] «Антикваріат» (реж. А. Ісаков, Г. Корольчук) — Йохансон, Санкт-Петербурзький театр імені Віри Коміссаржевської[6]
- 1991 — Н. Йорданов «Вбиство Гонзаго» (реж. А. Ісаков) — Король Гонзаго, Театр імені Ленради
- 1989 — П. Устінов «Фотофініш» (реж. П. Устінов, А. Морозів) — Сэм, Театр імені Ленради
- 1987 — С. Моем «Земля обетована» (реж. І. Владимиров) — Клемент Уинн, Театр імені Ленради
- 1986 — В. Арро «Круглий стіл під абажуром» (реж. І. Владимиров) — Слепохин, Театр імені Ленради
- 1985 — Л. Соболев «Рояль у відкритому морі» (реж. І. Владимиров) — Мічман Нетопорчук, Театр імені Ленради
- 1984 — М. Рощин «Поспішайте робити добро» (реж. І. Владимиров) — Усачев, Театр імені Ленради
- 1983 — О. Вампілов «Минулим літом у Чулимську» (реж. А. Пази) — Помигалов, Театр імені Ленради
- 1982 — О. Белінский «П'ятий десяток» (реж. І. Владимиров) — Василий Никитич, Театр імені Ленради
- 1980 — С. Алешин «Тема із варіаціями» (реж. А. Суслов) — Дмитрий Николаевич, Санкт-Петербурзький театр імені Віри Коміссаржевської
- 1979 — И. Друце «Повернення на круги своя» (реж. Р. Агамірзян) — Професор психіатр, Санкт-Петербурзький театр імені Віри Коміссаржевської
- 1979 — В. Розов «Гніздо глухаря» (реж. Р. Агамірзян) — Судаков, Санкт-Петербурзький театр імені Віри Коміссаржевської
- 1978 — Р. Н. Нэш «Продавець дощу» (реж. Р. Агамірзян) — Ной, Санкт-Петербурзький театр імені Віри Коміссаржевської
- 1978 — Г. Горін «Найправдивіший» (реж. Р. Агамірзян) — Томас, Санкт-Петербурзький театр імені Віри Коміссаржевської
- 1977 — Н. Думбадзэ «Обвинувачувальний висновок» (реж. Р. Агамірзян) — Исидор Саларидзе, Санкт-Петербурзький театр імені Віри Коміссаржевської
- 1977 — А.К. Толстой «Цар Борис» (реж. Р. Р. Агамірзян) — Князь Голіцин, Санкт-Петербурзький театр імені Віри Коміссаржевської
- 1975 — А.К. Толстой «Цар Федір Іоаннович» (реж. Р. Агамірзян) — Иов, Архиепископ Ростовский, Санкт-Петербурзький театр імені Віри Коміссаржевської
- 1973 — А.К. Толстой «Смерть Іоанна Грозного» (реж. Р. Агамірзян) — Никита Романович Захарьин-Юрьев, Санкт-Петербурзький театр імені Віри Коміссаржевської
- 1973 — Б. Рацер, В. Константинов «Прохідний бал» (реж. Р. Агамірзян, В. Петров) — Вчитель, Санкт-Петербурзький театр імені Віри Коміссаржевської
- 1971 — К. Треньов «Любов Ярова» (реж. А. Тутишкін, Ленинград, Ленінградський театр Ленком) —Роман Кошкін
- 1971 — Ф. Абрамов «Дві зими та три літа» (реж. А. Тутишкін, Ленинград, Ленінградський театр Ленком) — Лукашін
- 1970 — Б. Васільев «А зорі тут тихі» (реж. Рассомахин) — Сержант Васков
- 1969 — М. Карім «У ніч місячного затемнення» (реж. А. Тутишкін, Ленинград, Ленінградський театр Ленком) — Дэрвиш Дивана
- 1969 — В. Бажов «Оленька квіточка» (реж. А. Тутишкін, Ленинград, Ленінградський театр Ленком) — Гончар
- 1968 — Э. Ростан «Сірано де Бержерак» (реж. О. Товстоногов, Ленинград, Театр Ленком) — Жоделе, Монфлери
- 1968 — Б. Лавренев «Поразка» (реж. О. Товстоногов, Ленинград, Театр Ленком) — Левинсон
- 1968 — Любов Ярова — Швандя
- 1967 — В. Ленін «Ленінські читання» (реж. П. Шелохонов, Театр імені Чехова, Таганрог) — В. Ленін
- 1967 — М. Горький «На дні» (1967) — Сатин
- 1967 — М. Шатров «Іменем революції» (реж. П. Шелохонов, Театр імені Чехова, Таганрог) — Ленін
- 1966 — М. Карім «У ніч місячного затемнення» (Театр імені Чехова, Таганрог) — Дэрвиш Дивана
- 1966 — А. Чехов «Платонов» (реж. П. Шелохонов, Народний театр драмы, Таганрог) — Платонов
- 1966 — А. Чехов «Дядя Ваня» (реж. В. Шагів, Театр імені Чехова, Таганрог) — Дядя Ваня, Доктор Астров
- 1965 — А. Чехов «Іванов» (реж. В. Мартьянова,  В. Белокуров, Театр імені Чехова, Таганрог) — Іванов[3]
- 1965 — А. Чехов «Три сестри» (реж. В. Белокуров,, Театр імені Чехова, Таганрог) — Тузенбах
- 1964 — А. Чехов «Вишневий сад» (реж. В. Белокуров, Театр імені Чехова, Таганрог) — Лопахін
- 1964 — А. Чехов «Чайка» (реж. В. Белокуров, Театр імені Чехова, Таганрог) — Трігорін
- 1964 — «Кредит у Нібелунгів» (Театр імені Чехова, Таганрог) — Містер Клеін
- 1964 — Э. Радзинський  «104 сторінки про любов» (Театр імені Чехова, Таганрог) — Евдокімов
- 1963 — В. Вишневський «Бронепоїзд 14-69» (Театр імені Чехова, Таганрог) — Васька Пепел
- 1963 — А. Штейн «Океан» (Театр імені Чехова, Таганрог) — Капітан Платонов
- 1963 — Л. Зорін «Друзья и годы» (реж. В. Шагів, Театр імені Чехова, Таганрог) — Державін[7]
- 1962 — А. Грибоедов «Лихо з розуму»
- 1961 — А. Штейн «Океан» (Іркутський театр) — Капітан Часовніков
- 1960 — К. Одетс «Золотий хлопчик» (реж. П. Маляревский, Іркутський театр) —  Джо Бонапарте, Золотий хлопчик
- 1959 — В. Шекспир «Гамлет» (студентська робота, Іркутський театр-студия) —  Гамлет
- 1959 — А. Арбузов «Іркутська історія» (реж. П. Маляревскіі, Іркутський театр) —  Виктор, Денис
- 1958 — В. Софронов «Студентка» (реж. А. Дашкевич, Іркутський театр) —  Ларисов
- 1957 — П. Маляревскіі «Поема про Хліб» (реж. М. Куликовський, Іркутський театр) —  Сеня

### Книги
- Иванеев Д. Заслуженный артист РРФСР Петр Шелохонов / Дмитрий Иванеев. — СПб, 2004. — (рос.)
- Краско И. Мой друг Петр Шелохонов / Иван Краско. — СПб: SOLO Publishing, 2009. — 128 с. — (рос.) — ISBN 978-5-904666-09-5

### Вибрані статті
- Громова И. [О премьере спектакля по пьесе Л. Зорина «Друзья и годы» в Таганрогском театре имени А. П. Чехова] / И. Громова // Театр. — 1963. — № 11. — С. 129 : фот. — (рос.)
- Куртеев Н. Путь на сцену [о творчестве П. Шелохонова]  / Н. Куртеев // Молот (Ростов-на-Дону). — 1966. — 1 дек. — (рос.)
- На сценах страны: Ленинград: [информационное сообщение о спектакле «Фото-финиш» П. Устинова в Театре имени Ленсовета, в котором П. Шелехонов исполнил роль Сэма] // Театр. — 1989. — № 12. — С. 114 : фот. — (рос.)
- Нимвицкая Л. На старом спектакле: [рец. на спектакль «Иванов» в Таганрогском театре]  / Л. Нимвицкая // Театр. — 1965. — № 8. — (рос.)
- Образцова Н. Шаги к солнцу [о творчестве П. Шелохонова] / Наталия Образцова // Театральная жизнь. — 1968. — № 2. — (рос.)
- Павлищева Т. И жизнь, и слезы, и любовь: [рец. на спектакль «Антиквариат» в петербургском Театре имени В. Ф. Комиссаржевской] / Т. Павлищева // Санкт-Петербургские ведомости. — 1993. — 3 марта. — (рос.)
- Рецензия на фильм Даурия — «Советский экран», Москва, 1971 ???